# Emília Lechanová
Emília Lechanová (* 12. dubna 1945) byla slovenská a československá politička a bezpartijní poslankyně Sněmovny národů Federálního shromáždění za normalizace.

## Biografie
K roku 1976 se profesně uvádí jako elektrikářka. Ve volbách roku 1976 zasedla do slovenské části Sněmovny národů (volební obvod č. 119 - Ilava, Středoslovenský kraj). Ve Federálním shromáždění setrvala do konce funkčního období, tedy do voleb roku 1981.